# 荒木–ズーハー補正
 原子分子光物理学において、荒木–ズーハー補正（あらき–ズーハーほせい、英: Araki–Sucher correction）は、量子電磁力学（QED）の影響による原子および分子のエネルギー準位への最低次（leading-order）補正である。1957年にヘリウム原子に対してこの補正を初めて計算した荒木不二洋とヨーゼフ・ズーハーに因んで名付けられている。本手法はベーテ・サルピータ方程式におけるエネルギーの摂動展開に基づき、ヘリウム以外の原子（例えば、ベリリウムやリチウム）や3つ以上の電子を有する系に対する補正を計算するために使われてきた。補正は典型的には微細構造定数{\displaystyle \alpha }を含み、3次およびさらに高次の項（すなわち{\displaystyle \sim \alpha ^{3}}）を含むこともある。